# Le Miel de Donald
Pour plus de détails, voir Fiche technique et Distribution.
Le Miel de Donald (Honey Harvester) est un dessin animé de la série des Donald produit par Walt Disney pour RKO Radio Pictures sorti le 5 août 1949.

## Synopsis
Une abeille, qui travaille dur pour récupérer le nectar des fleurs et le stocker dans le radiateur de l'épave d'une voiture afin d'en faire du miel, est remarqué par Donald qui décide de la suivre afin de s'en emparer...

## Fiche technique
- Titre original : Honey Harvester
- Titre français : Le miel de Donald[1]
- Série : Donald Duck
- Réalisateur : Jack Hannah
- Scénario : Bill Berg et Nick George
- Animateur : Bob Carlson, Volus Jones, Dan MacManus et Judge Whitaker
- Layout : Yale Gracey
- Background : Thelma Witmer
- Musique: Oliver Wallace
- Voix : Clarence Nash (Donald)
- Producteur : Walt Disney
- Société de production : Walt Disney Productions
- Distributeur : RKO Radio Pictures
- Date de sortie : 5 août 1949[2]
- Format d'image : couleur (Technicolor)
- Son : Mono (RCA Photophone)
- Durée : 7 minutes
- Langue : (en)
- Pays :  États-Unis

## Titre en différentes langues
D'après IMDb :
- Suède : Kalle Anka på honungsskörd, Kalle Ankas honung et Kalles biverksamhet